# 卡卡班島
卡卡班島是印度尼西亞的島嶼，屬於德拉旺群島的一部分，由東加里曼丹省贝劳县負責管轄，面積7.74平方公里。該島最特別的特徵是島中央的巨大鹹水湖有數千隻水母棲息。

## 水母湖

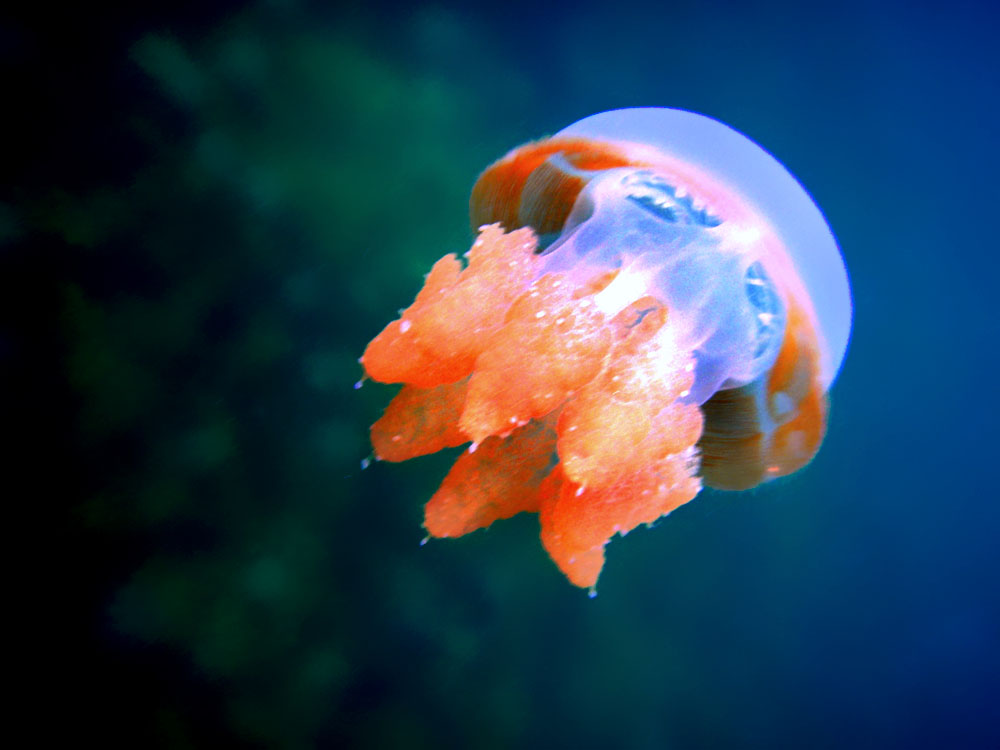
島上其中一種無毒水母

這座島嶼中央有一片被紅樹林環繞的湖泊，湖略高於海平面，現在的湖混合了鹹水和淡水。裡面居住著成千上萬的水母，吸引了很多潛水客。湖裡面有四種不同的物種，都是無毒水母，它們的刺絲細胞無法傷害人類。和於菲律賓的錫亞高島、帛琉水母湖類似，都是以水母湖聞名的湖泊。
這個湖泊湖底覆蓋著海藻，除了水母以外還有其他動物生存，包括海參、石鰻、海葵、海鞘、甲殼類等。湖深約17公尺，不過能見度不佳。